# Zawadiaki
Zawadiaki (ang. Wild Rovers) – amerykański western z 1971 roku w reżyserii Blake’a Edwardsa.

## Główne role
- William Holden – Ross Bodine
- Ryan O’Neal – Frank Post
- Karl Malden – Walter Buckman
- Lynn Carlin – Pani Sada Billings
- Tom Skerritt – John Buckman
- Joe Don Baker – Paul Buckman
- Victor French – Szeryf Bill Jackson